# 刚毛楼梯草
刚毛楼梯草（学名：Elatostema setulosum）为荨麻科楼梯草属的植物，是中国的特有植物。分布在中国大陆的广西等地，目前尚未由人工引种栽培。